# Marziano Guglielminetti
Marziano Guglielminetti (Torino, 3 febbraio 1937 – Torino, 1º settembre 2006) è stato un critico letterario e storico della letteratura italiano.

## Biografia
Professore ordinario di Letteratura italiana presso l'Università degli Studi di Torino dal 1971 fino alla sua morte, nel biennio 1994-1996 fu preside della locale Facoltà di Lettere e filosofia.
Dedicò i propri studi in particolare alla novellistica fra Trecento e Novecento, al romanzo ottocentesco, alla letteratura barocca e alla poesia italiana contemporanea.
Diresse il Centro studi di letteratura italiana in Piemonte "Guido Gozzano e Cesare Pavese" .
Fu socio dell'Accademia delle Scienze di Torino e della Accademia dell'Arcadia, nonché redattore delle riviste letterarie Sigma e Levia Gravia.
Morì nel 2006 all'età di 69 anni.

## Opere
- M. Guglielminetti, Clemente Rebora, Milano, 1961
- M. Guglielminetti, Struttura e sintassi del romanzo italiano del primo Novecento, Roma, 1964
- M. Guglielminetti, Tecnica e invenzione nell'opera di Giambattista Marino, Messina-Firenze, 1964
- M. Guglielminetti, Petrarca fra Abelardo ed Eloisa e altri saggi di letteratura italiana, Bari, 1969;
- M. Guglielminetti, La contestazione del reale, Napoli, 1974
- M. Guglielminetti, Memoria e scrittura. L'autobiografia da Dante a Cellini, Torino, 1977
- M. Guglielminetti, Lineamenti di storia della letteratura italiana, Firenze, 1980
- M. Guglielminetti, Sbarbaro poeta, ed altri liguri, Palermo, 1983
- M. Guglielminetti, La cornice e il furto. Studi sulla novella del '500, Bologna, 1984
- M. Guglielminetti, La "scuola dell'ironia". Gozzano e i viciniori, Firenze, 1986
- M. Guglielminetti, Amalia. La rivincita della femmina, Genova, 1987
- M. Guglielminetti, Gertrude, Tristano e altri malnati. Studi sulla letteratura romantica, Roma, 1988
- M. Guglielminetti, Sulla novella italiana, Lecce, 1990
- M. Guglielminetti, Manierismo e Barocco, Torino, 1990
- M. Guglielminetti, A chiarezza di me. D'Annunzio e la scrittura dell'io, Milano, 1993
- M. Guglielminetti, Introduzione a Gozzano, Roma-Bari, 1993
- M. Guglielminetti, La critica letteraria di Leone Ginzburg: il metodo di Croce, di Freud, di Sklovskij, in L'itinerario di Leone Ginzburg, a cura N. Tranfaglia, prefaz. di N. Bobbio, Torino, 1996
- M. Guglielminetti, Gadda/Gaddus: diari giornali e note autobiografiche di guerra, in Carlo Emilio Gadda. La coscienza infelice, Milano, 1996
- M. Guglielminetti, Urbino, "ridotto" dei poeti, in Les paysages de la mémoire, Poitiers, 1996
- M. Guglielminetti, Il Tasso di Giovanni Getto, in Torquato Tasso, cultura e poesia, Atti del Convegno di Torino-Vercelli, 11-13 marzo 1996, a cura di M. Masoero, Torino, 1997
- M. Guglielminetti, Il "Timone" di Boiardo (e di G. Del Carretto), in Hommages à Jacqueline Brunet, Textes réunis par M. Diaz-Rozzotto, "Annales Littéraires de l'Université de Franche-Comté", vol. 2, 1997
- M. Guglielminetti, Francesco Pastonchi poeta, in Ricordo di Francesco Pastonchi, "Atti del Convegno di Santa Maria Maggiore", Novara, 1997
- M. Guglielminetti, Introduzione a G. Gozzano, La via del rifugio secondo il manoscritto, Alessandria, 1997
- M. Guglielminetti, Introduzione a C. Pavese, Il diavolo sulle colline, Torino, 1997
- M. Guglielminetti, Quando appare la persona del poeta, in "Revue d'Études Italiennes", 1997
- M. Guglielminetti, Giacomo Lubrano poète baroque, in "Revue de Littérature comparée", 1997
- M. Guglielminetti, Introduzione a C. Pavese, Le poesie, Torino, 1998
- M. Guglielminetti, Tessere scoperte, e da scoprire, nei 'Mondi' di Anton Francesco Doni, in Intertestualità e smontaggi, a cura di R. Cardini e M. Rigoliosi, San Gimignano, 1998
- M. Guglielminetti, Il "libro indiano" di Anton Francesco Doni: la parte del Firenzuola, in Regards sur la Renaissance italienne. Mélanges de littérature offerts à Paul Larivaille, Etudes réunies par M.-F. Piéjus. Paris, 1998
- M. Guglielminetti, Carlo Emanuele I scrittore, in Storia di Torino, III, Torino, 1998
- M. Guglielminetti, La cultura letteraria, in Storia di Torino, VIII, Torino, 1998
- Due testimonianze del pellegrinaggio di San Carlo alla Sindone (1578): Filiberto Pingone e Francesco Adorno, in "Studia Borromaica", 1998, n. 12
- M. Guglielminetti, Poeti, scrittori e movimenti culturali del primo Novecento, in Storia della Letteratura Italiana, diretta da E. Malato, Roma, 1999, vol. VIII
- M. Guglielminetti, Luigi Pirandello, (in collaboraz. con G. Ioli), ibidem.
- M. Guglielminetti, Introduzione a C. Pavese, I romanzi, Torino, 2000
- M. Guglielminetti, Regards sur un manuscrit de Gozzano, in Objets inachevés de l'écriture, Cahiers du C.R.I.T.I.C, Paris, Presses de la Sorbonne Nouvelle, 2001, pp. 67–82.
- M. Guglielminetti, Dalla parte dell'io, saggi sull'autobiografia, il diario, le lettere e le interviste nella letteratura del Novecento, Napoli, ESI 2001
- M. Guglielminetti, Introduzione a:  Arturo Graf, Miti, leggende e superstizioni del Medio Evo, edizione integrale a cura di Clara Allasia e Walter Meliga, con saggi critici di Enrico Artifoni e Clara Allasia, Milano, Bruno Mondadori, 2002, ISBN 978-88-424-9750-9.